# ワイズ (人材派遣)
株式会社ワイズは、石川県金沢市に本社を置く北陸地方を基盤とする人材派遣会社。

## 概要
1990年10月に広告代理店、および業務請負業（アウトソーシング事業）を展開する会社として石川県に設立。1994年に広告代理店の事業を廃止し、アウトソーシング一本となり、1997年には自社の工場となる「新日東」により大手複写機メーカーのコピー機の部品生産を行った。
2004年に人材派遣事業を開始。現在、北陸地方3県を中心に滋賀県、新潟県、愛知県で展開しているほか、子会社「ワイズ関西」を通して、大阪府においても人材派遣・アウトソーシング、および福祉事業を展開している。

## イメージキャラクター
現在
- 皆川ともえ - モデル。準ミスインターナショナル2014。

過去
- さがゆりこ - 本社所在地の石川県出身の女優・タレント（2004年ミス日本グランプリ）。